# Tak jak chcę
Tak jak chcę – debiutancki album Michała Szczygła, który ukazał się 18 czerwca 2021 rok nakładem wytwórni Universal Music Polska.
Na płycie znalazło się 11 utworów, w tym dotychczasowe single „Nic tu po mnie”, „Nie mamy nic”, „Tak jak chcę”, „Jakby co”, „Spontan” i „Więcej”. W dniu premiery wydany został także singiel „Noga na gaz”.

## Lista utworów
| Edycja standardowa | Edycja standardowa      | Edycja standardowa                                                        | Edycja standardowa                                                        | Edycja standardowa |
| Nr                 | Tytuł utworu            | Słowa                                                                     | Muzyka                                                                    | Długość            |
| ------------------ | ----------------------- | ------------------------------------------------------------------------- | ------------------------------------------------------------------------- | ------------------ |
| 1.                 | „Tak jak chcę”          | Dominic Buczkowski-Wojtaszek, Patryk Kumór, Michał Szczygieł              | Dominic Buczkowski-Wojtaszek, Patryk Kumór, Michał Szczygieł              | 3:17               |
| 2.                 | „Nie ma co płakać”      | Michał Szczygieł                                                          | Szymon Frąckowiak, Jakub Laszuk                                           | 2:44               |
| 3.                 | „Spontan”               | Michał Szczygieł, Arek Sitarz                                             | Dominic Buczkowski-Wojtaszek, Patryk Kumór, Michał Szczygieł              | 3:20               |
| 4.                 | „Jakby co”              | Michał Szczygieł, Marceli Bober                                           | Dominic Buczkowski-Wojtaszek, Patryk Kumór, Michał Szczygieł              | 2:59               |
| 5.                 | „Więcej”                | Michał Szczygieł                                                          | Michał Szczygieł, USL                                                     | 2:55               |
| 6.                 | „Noga na gaz”           | Michał Szczygieł, Damian Skoczyk, barvinsky, Jan Bielecki                 | Michał Szczygieł, Damian Skoczyk, barvinsky, Jan Bielecki                 | 3:15               |
| 7.                 | „Nic tu po mnie”        | Dominic Buczkowski-Wojtaszek, Patryk Kumór, Michał Pietrzak, Jan Bielecki | Dominic Buczkowski-Wojtaszek, Patryk Kumór, Michał Pietrzka, Jan Bielecki | 2:59               |
| 8.                 | „Nie mamy nic”          | Stanisław Koźlik, Paweł Moszyński, Michał Szczygieł                       | Stanisław Koźlik, Paweł Moszyński, Michał Szczygieł                       | 3:11               |
| 9.                 | „To będzie dobry dzień” | Michał Szczygieł                                                          | Szymon Frąckowiak, Jakub Laszuk                                           | 2:58               |
| 10.                | „Dłonie”                | Michał Szczygieł, Zalia                                                   | Szymon Frąckowiak, Jakub Laszuk                                           | 3:22               |
| 11.                | „Spontan” (akustycznie) | Michał Szczygieł, Arek Sitarz                                             | Dominic Buczkowski-Wojtaszek, Patryk Kumór, Michał Szczygieł              | 3:44               |
|                    |                         |                                                                           |                                                                           | 34:44              |

## Notowania

### Tygodniowe
| Terytorium | Notowanie | Pozycja | Źr.   |
| ---------- | --------- | ------- | ----- |
| Polska     | OLiS      | 31      | [ 8 ] |

## Certyfikaty i sprzedaż
| Kraj          | Certyfikat      | Sprzedaż |
| ------------- | --------------- | -------- |
| Polska (ZPAV) | platynowa płyta | 30 000+  |